# Allan Goddell
Allan Goddell es un deportista australiano que compitió en vela en la clase Tornado. Ganó una medalla de bronce en el Campeonato Mundial de Tornado de 1989.

## Palmarés internacional
| \| Campeonato Mundial \| Campeonato Mundial \| Campeonato Mundial \| Campeonato Mundial \| \| Año \| Lugar \| Medalla \| Clase \| \| ------------------ \| ------------------------ \| ------------------ \| ------------------ \| \| 1989 \| Houston (Estados Unidos) \| Medalla de bronce \| Tornado \| |                          |                   |         |
| Campeonato Mundial |                          |                   |         |
| Año | Lugar                    | Medalla           | Clase   |
| 1989 | Houston (Estados Unidos) | Medalla de bronce | Tornado |